# فرانك هال (طبال)
فرانك هال (بالإنجليزية: Frank Hall)‏ هو طبال بريطاني، ولد في 1 أكتوبر 1949 في وايتهفن ‏ في المملكة المتحدة.